# 淩萬頃
淩萬頃（？年—？年），字叔度。本籍兩浙西路常州宜興縣（今江蘇省無錫市宜興市）人，寓居平江府崑山縣（今蘇州市崑山市），南宋政治人物。

## 生平
本籍陽羨（宜興），因父為崑山顏氏女婿而定居崑山。博學多聞，淳祐年間受崑山縣令項公澤延請，與邊實合纂《玉峯志》，一年成書，為崑山縣志之始。
景定三年（1262年）第四甲進士出身，授官直學。

## 著作
- 淳祐《玉峯志》（合纂）